# Lars Fredrik Nilson
Lars Fredrik Nilson, född 27 maj 1840 i Skönberga socken i nuvarande Söderköpings kommun, död 14 maj 1899 i Hedvig Eleonora församling, Stockholm, svensk kemist som upptäckte grundämnet skandium. Han var far till Gunnar Nilson.

## Biografi
Nilson påbörjade 1859 studier vid Uppsala universitet, blev 1865 filosofie kandidat samt 1866 filosofie doktor och docent i kemi. 1875 utnämndes han till adjunkt och laborator i kemi och blev 1878 extraordinarie professor i analytisk kemi. 1882 utsågs han till föreståndare för den agrikulturkemiska avdelningen vid Lantbruksakademins experimentalfält och försöksanstalt på Norra Djurgården i Stockholm. Nilson genomförde 1873 och 1878 utrikes studieresor bekostade av riksstatens mindre resestipendium.
Hans rent vetenskapliga forskningar rörde sig till största delen på den oorganiska kemins område. Efter ett arbete om arsenikens svavelföreningar utförde han en ingående undersökning över selensyrlighetens salter, seleniter, (1875). Därefter började han ägna sig åt studiet av sällsynta jordarter, i synnerhet sådana, som kunde anses bidra till bedömande av det periodiska systemets allmängiltighet, eftersom det vid denna tidpunkt fortfarande fanns några "gluggar" i det.
Tillsammans med Sven Otto Pettersson undersökte han närmast de fysikaliska konstanterna hos beryllium (1870) och fastställde dess atomvikt. Samma år upptäckte han grundämnet skandium och beskrev ett stort antal av dess salter. Denna upptäckt var av ett särskilt stort intresse, eftersom skandium visade sig vara identiskt med det av Dmitrij Mendelejev redan samma år på grund av hans periodiska system förutsagda grundämnet "ekabor".
1878–1887 utförde Nilson gemensamt med Sven Otto Pettersson undersökningar över ångtätheterna av germaniumklorid, aluminiumklorid, titanklorid och indiumklorid. Dessa undersökningar, som bidrog till kännedomen om motsvarande metallers atomvikter, visar, att Nilsson var en mycket framstående experimentell forskare. Bland andra arbeten kan nämnas studier rörande platinans klorosalter, platinanitriter och platinajodonitriter. Tillsammans med Krüss avslutade han 1887 en redan 1882 påbörjad större undersökning om torium.
Sedan Nilson hade blivit Lantbruksakademins kemist, ägnade han en stor del av sin tid åt agrikulturkemiska undersökningar. Han publicerade inte mindre än 57 avhandlingar i Lantbruksakademins skrifter. De viktigaste bland dessa torde vara hans arbeten om komjölkens fett, om en mängd vilda växters fodervärde samt angående Wiborgh-fosfatets användbarhet som gödselmedel.
Nilson blev 1875 ledamot av Vetenskapsakademien, 1882 av Fysiografiska sällskapet i Lund, 1887 av Lantbruksakademin och 1889 av Kungliga Vetenskaps-Societeten i Uppsala. Lars Fredrik Nilson är begravd på Uppsala gamla kyrkogård.